# Pierre Godfroid
Pierre Léon Edmond baron Godfroid (Deurne, 19 april 1934) is een Belgisch voormalig bedrijfsleider en bestuurder.

## Levensloop
Pierre Godfroid promoveerde in 1957 tot doctor in de rechten aan de Université catholique de Louvain. Na een stage aan de balie van Brussel in 1960 begon hij zijn loopbaan bij Bufa. In 1970 stapte hij over naar het postorderbedrijf La Redoute, waar hij van 1973 tot 1980 algemeen directeur was.
Begin jaren 1980 werd hij lid van het directiecomité van Continental Foods te Puurs. In 1982 werd hij voorzitter van het directiecomité van Continental Foods, dat in 1985 door het Amerikaanse Campbell Soup werd overgenomen. In 1987 kwam hij aan het hoofd te staan van de Europese afdeling van Campbell's en in 1989 werd hij vicepresident van van Campbell Soup Company USA. Godfroid werd in 1985 tevens bestuurder van LVN, de beroepsfederatie van de voedingsnijverheid. In 1986 werd hij voorzitter hiervan.
In januari 1991 volgde Godfroid Carlos Van Rafelghem als voorzitter van luchtvaartmaatschappij Sabena op. Hij werd voorgedragen als manager zonder politieke verbondenheid en moest het financieel noodlijdende Sabena terug op het rechte pad krijgen. Zijn rechterhand was Géry Daeninck. Na conflicten met de vakbonden over een herstructureringsplan werd hij gedwongen om in februari 1996 op te stappen. Hij werd als voorzitter ad interim door Jan Huyghebaert opgevolgd. De Zwitser Paul Reutlinger volgde hem als CEO op.
Vervolgens werd hij voorzitter van de raden van bestuur van Scania Belux en Scania Busses Europe en in 1996 in navolging van Pierre Callebaut voorzitter van mineraalwaterproducent Spadel. In mei 1998 werd hij voorzitter van het directiecomité van voedingsbedrijf Vandemoortele. In januari 2001 werd hij voorzitter van de raad van bestuur van Vandemoortele.
In juni 2004 legde Godfroid al zijn mandaten in het bedrijfsleven neer. Karel Boone volgde hem als voorzitter van de raad van bestuur van Vandemoortele op, Pierre Drion als voorzitter van de raad van bestuur van Spadel.
In november 2011 werd hij naar de correctionele rechtbank verwezen voor fraude bij Sabbel, een dochteronderneming van Sabena.

## Onderscheidingen
- Officier in de Kroonorde
- Officier in het Legioen van Eer (Frankrijk)
- Opname in de erfelijke adel met de titel baron (1996)